# زمخر
الزَّمْخَر أو الباصون أو الفاجوط أو الزَمَّارة (بالإنجليزية: Bassoon)‏ هي آلة موسيقية من آلات النفخ الخشبية، تعزف في مجالي الصادح والجهير. وهي مكونة من ست قطع، وعادة ما تكون مصنوعة من الخشب. وهي معروفة بلونها المميز ومجالها الواسع وتعدد استخداماتها وبراعتها. إنها أداة غير نقلية (Non-Transposing) وعادة ما تكون موسيقاها مكتوبة بمفتاحي الجهير والصادح، وأحيانًا بالصوت الثلاثي. هناك شكلان من أشكال الزمخر الحديث: نظام بوفيه (أو الفرنسي، Buffet) ونظام هِكِل (أو الألماني، Heckel). يُعْزَفُ عليها عادةً أثناء الجلوس باستخدام حزام المقعد، ولكن يمكن العزف عليها أثناء الوقوف إذا كان لدى العازف حزامًا لحمل الآلة. ظهر الزمخر في شكله الحديث في القرن التاسع عشر، وهو يظهر بشكل بارز في الأوركسترا، وفرقة الحفلات الموسيقية، وأدب موسيقى الحجرة، ويُسمع أحيانًا في موسيقى البوب والروك والجاز أيضًا.